# Cynewulf
Cynewulf (fl. IX secolo) è stato un poeta anglosassone, uno dei dodici antichi poeti anglosassoni di cui oggi si conosce il nome, e uno dei quattro le cui opere sono sopravvissute fino ai nostri giorni.
È famoso per le sue composizioni religiose, ed è considerato una delle figure di maggior rilievo nella poesia cristiana in antico inglese. Il suo nome è noto grazie alle firme runiche intercalate all'interno dei quattro poemi che formano il suo corpus scolasticamente riconosciuto. Tali poemi sono: I Fati degli Apostoli, Giuliana, Elena e Cristo (indicato anche come L'Ascensione).

## Biografia
A differenza del suo predecessore letterario, Cædmon, la cui biografia è testimoniata solo nella Historia ecclesiastica del Venerabile Beda, la vita di Cynewulf è un vero mistero per gli studiosi. Inoltre, i "dati" riguardanti la letteratura di Cynewulf contrastano con ciò che conosciamo sugli scritti dello stesso Caedmon. I quattro poemi firmati da Cynewulf sono lunghi, e contano complessivamente diverse migliaia di versi. Al contrario, l'unica opera di Caedmon a noi pervenuta, il suo Inno, è formato da nove soli versi. Dunque, sebbene gli studiosi dispongano di poche testimonianze sulla vita di Cynewulf, possono comunque analizzare approfonditamente l'opera del poeta per rivelare alcune informazioni che possono fare luce sulla sua persona. Nonostante le recenti scoperte, Cynewulf rimane l'ombra di un nome.

### Collocazione geografica e cronologica
La collocazione geografica di Cynewulf è argomento di dibattito per gli storici contemporanei; tuttavia alcune informazioni si possono desumere esaminando aspetti quali il dialetto del poeta e le variazioni nella grafia del suo nome. Sebbene i codici di Vercelli e Exeter fossero essenzialmente delle traduzioni in tardo sassone occidentale, è assai probabile che Cynewulf abbia scritto in dialetto anglico, e ne consegue che dovesse risiedere nella provincia della Northumbria o della Mercia.
Ciò appare attraverso l'analisi linguistica e metrica del suo poema Elena, nel cui epilogo le rime imperfette diventano corrette se alle forme in sassone occidentale si sostituiscono le forme angliche. Per esempio, il manoscritto presenta la falsa rima miht:peaht che si può correggere sostituendo i suoni vocalici centrali di entrambe le parole con la vocale æ. La nuova rima mæht:pæht rappresenta l'esito dello monottongamento anglico del dittongo ēa (il cosiddetto smoothing). Numerosi altri anglicismi presenti in Elena e Giuliana sono indicativi di un'origine in dialetto anglico alla base delle traduzioni dei testi in sassone occidentale. Non si è ancora raggiunta una conclusione rispetto al dubbio sull'origine northumbrica o merciana di Cynewulf, ma le prove linguistiche indicano che la vocale mediana e nella firma di Cynewulf sarebbe stata, durante l'ampio arco temporale in cui è collocabile l'esistenza di Cynewulf, caratteristica di un dialetto merciano.
Ogni tentativo di collegare il poeta con una figura storica documentata ha prodotto un insuccesso o tutt'al più una relazione improbabile. Ciò che si può dedurre è che l'opera di Cynewulf non può essere successiva alle date dei manoscritti di Vercelli ed Exeter, che approssimativamente risalgono alla seconda metà del X secolo. Tuttavia, la presenza di forme di sassone occidentale in entrambi i manoscritti lascia supporre che i versi di Cynewulf siano stati tradotti inizialmente da un trascrittore dell'epoca di Alfredo il Grande, dunque prima dell'inizio del X secolo.
A confondere ulteriormente il quadro, le due varianti testuali del nome di Cynewulf, ovvero Cynewulf e Cynwulf, sono successive al periodo in cui la grafia del nome era Cyniwulf. Secondo Sisam, la i tende a mutare in e verso la metà dell'VIII secolo, e l'uso generico della i declina verso la fine del secolo, ad indicare che Cynewulf non può essere collocato molto prima dell'anno 800. Inoltre, si è ipotizzato che il culto della croce, che si ritrova nella Elena di Cynewulf, abbia raggiunto il suo apice culturale nell'VIII secolo. Quest'ultima ipotesi è stata scartata in base a prove che indicano che l'adorazione della croce sia durata molto più a lungo. Merita considerazione anche la posizione secondo cui l'acrostico era in voga particolarmente nella poesia del IX secolo, e la firma acrostica di Cynewulf potrebbe aver seguito la tendenza di questo periodo. Considerate tutte queste prove, non è possibile accettare alcuna deduzione esatta della datazione di Cynewulf, ma probabilmente le sue opere sono collocabili nel IX secolo.

### Identità
È stato ipotizzato che Cynewulf possa identificarsi con una di tre figure documentate: Cynewulf, Vescovo di Lindisfarne († 782 ca.), Cynwulf, un prete di Dunwich (floruit 803), e Cenwulf, Abate di Peterborough († 1006). La congettura più plausibile è che si trattasse di Cynewulf di Lindisfarne, in quanto le elaborate opere religiose di Cynewulf potrebbero denotare “l'erudizione e la fede di un ecclesiastico che parla con autorità”. Tuttavia, secondo alcuni, l'ambiente dell'epoca non era favorevole all'invenzione poetica. Escludendo le argomentazioni che cercano di proiettare arbitrariamente il personaggio letterario di Cynewulf su un personaggio reale, non abbiamo testimonianze che attestino la sua vera identità.
Ciononostante, è possibile fare delle ipotesi analizzandone le opere. Cynewulf era senza dubbio un uomo erudito, perché non si può spiegare in altro modo la "maturità che dimostra nella sua poesia". Dato l'argomento dei suoi poemi, è probabile che fosse un "uomo degli ordini sacri”, e la profonda conoscenza del Cristianesimo trasmessa dai suoi versi implica la sua dimestichezza con la letteratura ecclesiastica e agiografica, nonché con i dogmi e la dottrina della Chiesa Cattolica Romana. La sua evidente ispirazione a fonti latine implica inoltre che conoscesse la lingua latina, e ciò fa naturalmente supporre che egli fosse un ecclesiastico.

## Opere

### Elementi delle opere
Per lungo tempo, gli studiosi hanno attribuito numerose opere in antico inglese a Cynewulf, basandosi sulla somiglianza riscontrata con i poemi firmati. Si è ritenuto plausibile credere che Cynewulf fosse l'autore dei Riddles (Enigmi)  del libro di Exeter, della Fenice, dell'Andrea e del Guthlac; anche famosi poemi di attribuzione incerta come il Dream of the Rood (Sogno della Croce) , Descent into Hell (Discesa all'Inferno) e il Physiologus (Fisiologo) sono stati attribuiti a lui. Tuttavia, gli studi di S.K. Das e Claes Schaar spinsero gli accademici a limitare il canone di Cynewulf ai soli quattro poemi che portano la sua firma acrostica. Nel Libro di Exeter, che contiene una straordinaria varietà di argomenti, si trovano Giuliana e Cristo (L'Ascensione). Il Libro di Vercelli, invece, contiene la Elena e i Fati degli Apostoli.
Tutti e quattro i poemi di Cynewulf contengono passaggi in cui le lettere del nome del poeta si intercalano al testo utilizzando simboli runici che hanno anche un doppio significato pertinente al testo. In Giuliana ed Elena, il nome così intercalato ha la grafia più riconoscibile di Cynewulf, mentre nei Fati e nel Cristo manca la e mediana, dunque l'acrostico runico risulta Cynwulf. Tutti i poemi si ispirano a fonti latine come omelie e agiografie (le vite dei santi) nel contenuto, e ciò contrasta particolarmente con altri poemi in antico inglese, ad esempio la Genesi, l'Esodo e Daniele, che sono tratti direttamente dalla Bibbia e non da cronache secondarie. I poemi, così come una grossa porzione della poesia anglo-sassone, sono caratterizzati dal metro allitterativo.
In termini di dimensioni, l'Elena è di gran lunga il poema più lungo del corpus di Cynewulf, con 1321 versi. È seguito da Giuliana, con 731 versi, Cristo, con 427 versi, e i Fati degli Apostoli, di appena 122 versi. Tre dei poemi sono martirologici, in quanto i protagonisti muoiono o soffrono per difendere i propri valori religiosi. Nell'Elena, Sant'Elena si avventura alla ricerca della Santa Croce e diffonde il Cristianesimo; nella Giuliana, la protagonista muore dopo aver rifiutato di sposare un uomo pagano, mantenendo così la propria integrità cristiana; nei Fati degli Apostoli, il narratore crea una canzone che medita sulla morte, affrontata con gioia, degli apostoli. Elena e Giuliana rientrano nella categoria dei poemi che rappresentano le vite dei santi. Questi, insieme all'Andrea e al Guthlac (parti A e B) costituiscono le uniche leggende in versi sui santi in vernacolo inglese antico. L'Ascensione si discosta dalle altre tre opere, ed è una veemente descrizione di un argomento devozionale.
Non si conosce l'esatta cronologia dei poemi. Una tesi asserisce che l'Elena è probabilmente l'ultimo poema in quanto l'epilogo autobiografico suggerisce che Cynewulf sia anziano all'epoca della composizione, ma questa opinione è stata messa in dubbio. Tuttavia, sembra che il Cristo e l'Elena rappresentino il vertice della carriera di Cynewulf, mentre la Giuliana e i Fati degli Apostoli sembrano creati da un poeta meno ispirato, e probabilmente meno maturo.

### Importanza delle iscrizioni runiche
L'importanza delle firme di Cynewulf può essere considerata sotto due aspetti.
Da una parte, l'uso delle iscrizioni runiche da parte di Cynewulf è di considerevole rilevanza per gli studiosi di storia della letteratura. La pratica di reclamare la paternità dei propri poemi spezzava la tradizione del poeta anonimo, per cui una composizione non era considerata come di proprietà del suo creatore. I poeti classici usavano tramandare le proprie opere in versi aspettandosi che venissero modificate fino a perdere la loro struttura originale. Cynewulf avviò una tradizione in cui la paternità denota la proprietà dell'opera, e un'originalità che sarebbe stata rispettata dalle generazioni future. Inoltre, integrando il proprio nome, Cynewulf tentava di mantenere la struttura e la forma della sua poesia, che altrimenti sarebbe stata “soggetta a mutazioni”.
Secondo una prospettiva diversa, l'intento di Cynewulf non era reclamare la paternità, ma “chiedere le preghiere degli altri per la salvezza della propria anima”. Si afferma che Cynewulf desiderasse essere ricordato nelle preghiere del suo pubblico in cambio del piacere derivato dai suoi poemi. In un certo senso, la sua aspettativa di una ricompensa spirituale si può paragonare alla ricompensa materiale che altri poeti del suo tempo si sarebbero aspettati per la propria arte.

## Giustificazione della figura del poeta
La giustificazione di Cynewulf come poeta nasce dall'idea che la poesia fosse associata alla saggezza. Nel Cristo, Cynewulf scrive:
«Colui che ha creato questo mondo…ci ha onorati e ci ha fatto dei doni…e ha anche seminato nella mente degli uomini molti tipi di saggezza del cuore. L'uomo a cui permette di ricordare saggi poemi rimanda a lui il suo nobile intelletto attraverso lo spirito della sua bocca. L'uomo a cui è stata donata l'arte della saggezza può dire e cantare ogni sorta di cose.»
Leggendo la riflessione autobiografica di Cynewulf nell'epilogo dell'Elena, è evidente che egli creda che la propria arte poetica venga direttamente da Dio, che ha "aperto le porte all'arte della poesia" dentro di lui.

## Curiosità
Il suo poema Cristo contiene un riferimento a una "Terra di Mezzo" e ha influenzato lo sviluppo del legendarium di J. R. R. Tolkien.